# 平田健之佑
平田 健之佑（ひらた けんのすけ、1987年3月2日 - ）は、三重県松阪市出身の競艇選手。登録番号4470。身長165cm。血液型O型。101期。三重支部所属。
師匠は井口佳典（登録番号4024）、父は競輪選手の平田雅己、同期に篠崎仁志、大池佑来、後藤翔之、守屋美穂らがいる。

## 来歴
- やまと競艇学校時代、リーグ戦勝率6.10（準優出5 優出3）の成績を残して、卒業記念競走に優出（6着）した。
- 2007年11月28日、津競艇場でデビュー（6着）。
- 2008年5月14日、住之江競艇場での「第22回住之江王冠競走」5日目1Rで初勝利（77走目）。
- 2010年3月18日、津競艇場での「グランプリファイナル戦津商工会議所杯争奪津市長賞」で初優出（3着）。
- 2011年1月25日、宮島競艇場での「GI共同通信社杯 第25回新鋭王座決定戦」でG1初出場、1走目でG1初勝利。